# París-Roubaix 1975
La 73.ª edición de la París-Roubaix tuvo lugar el 13 de abril de 1975 y fue ganada al esprint por tercera vez por el belga Roger De Vlaeminck.

## Clasificación final
| Posición | Ciclista           | Equipo                         | Tiempo     |
| -------- | ------------------ | ------------------------------ | ---------- |
| 1        | Roger de Vlaeminck | Brooklyn                       | 6h 52' 04" |
| 2        | Eddy Merckx        | Molteni                        | m. t.      |
| 3        | André Dierickx     | Rokado                         | m. t.      |
| 4        | Marc Demeyer       | Carpenter-Confortluxe-Flandria | m. t.      |
| 5        | Francesco Moser    | Filotex                        | + 2' 41"   |
| 6        | Freddy Maertens    | Carpenter-Confortluxe-Flandria | m. t.      |
| 7        | Roger Swerts       | IJsboerke-Colner               | + 5' 13"   |
| 8        | Walter Godefroot   | Carpenter-Confortluxe-Flandria | + 7' 44"   |
| 9        | Guido Van Sweevelt | Maes Pils-Watney               | + 9' 19"   |
| 10       | Gerben Karstens    | Gitane-Campagnolo              | + 10' 33"  |